# Rogério Sampaio
Rogério Sampaio Cardoso (Santos, 12 de septiembre de 1967) es un deportista brasileño que compitió en judo.
Participó en los Juegos Olímpicos de Barcelona 1992, obteniendo una medalla de oro en la categoría de –65 kg. Ganó una medalla de bronce en el Campeonato Mundial de Judo de 1993 y dos medallas de oro en el Campeonato Panamericano de Judo en los años 1986 y 1988.

## Palmarés internacional
| Juegos Olímpicos        | Juegos Olímpicos         | Juegos Olímpicos  | Juegos Olímpicos |
| Año                     | Lugar                    | Medalla           | Categoría        |
| ----------------------- | ------------------------ | ----------------- | ---------------- |
| 1992                    | Barcelona (España)       | Medalla de oro    | –65 kg           |
| Campeonato Mundial      |                          |                   |                  |
| Año                     | Lugar                    | Medalla           | Categoría        |
| 1993                    | Hamilton (Canadá)        | Medalla de bronce | –71 kg           |
| Campeonato Panamericano |                          |                   |                  |
| Año                     | Lugar                    | Medalla           | Categoría        |
| 1986                    | Salinas (Puerto Rico)    | Medalla de oro    | –65 kg           |
| 1988                    | Buenos Aires (Argentina) | Medalla de oro    | –65 kg           |